# Komorowo Żuławskie
Komorowo Żuławskie (Duits: Kämmerzdorf) is een plaats in het Poolse district  Elbląski, woiwodschap Ermland-Mazurië. De plaats maakt deel uit van de gemeente Elbląg en telt 170 inwoners.

## Verkeer en vervoer
- Station Komorowo Żuławskie